# Całuję twoją dłoń, madame
Całuję twoją dłoń, madame – przebój, tango z okresu międzywojennego z repertuaru Eugeniusza Bodo, Mieczysława Fogga oraz Aleksandra Żabczyńskiego, przebój rewii teatru Morskie Oko. Utwór ten wykonywali także Gustaw Holoubek, Piotr Fronczewski, Jacek Wójcicki.
Utwór  powstał w 1928 roku w Niemczech jako (niem.) Ich küsse Ihre Hand, Madame (pol. Całuję twoją dłoń, madame). Muzykę skomponował Ralph Erwin do tekstu Fritza Rottera. Utwór został wykorzystany w 1929 w filmie o tym samym tytule z Marleną Dietrich. 
Polski tekst napisał Andrzej Włast (1929), a utwór stał się przebojem kabaretu Morskie Oko.
Piosenkę w wersji angielskiej I Kiss Your Hand, Madame wykorzystano również w filmie The Emperor Waltz (1948 - pol. Cesarski walc, rozpowszechniany w RFN jako Ich küsse Ihre Hand, Madame), w którym główną rolę zagrał Bing Crosby, jeden z najpopularniejszych amerykańskich aktorów XX wieku.